# Provincia di Taiwan
La provincia di Taiwan (cinese tradizionale: 臺灣省; cinese semplificato: 台湾省; pinyin: Táiwān Shěng) è una delle due province in cui si divide amministrativamente la Repubblica di Cina (RDC), meglio nota come Taiwan. La provincia copre approssimativamente il 73% del territorio controllato dalla Repubblica di Cina. Geograficamente, essa abbraccia la maggioranza dell'isola di Taiwan nonché tutte le isole minori circostanti, le più grandi delle quali sono l'arcipelago delle Penghu, Green Island e Orchid Island. La Provincia di Taiwan esclude le contee di Kinmen e Lienchiang, che sono amministrate come Provincia del Fujian, e le municipalità amministrate centralmente di Taipei, Kaohsiung, Taichung, Tainan Nuova Taipei, che sono tutte localizzate geograficamente all'interno dell'isola di Taiwan.
Tuttavia, dal 1997 la maggior parte delle funzioni del governo provinciale di Taiwan sono state trasferite al governo centrale della Repubblica di Cina in seguito a un emendamento costituzionale, così che ora il governo provinciale di Taiwan diventa in effetti un'istituzione nominale sotto l'amministrazione dello Yuan Esecutivo.
La Repubblica Popolare Cinese (RPC) nella Cina continentale si considera come lo "stato successore" della Repubblica di Cina (RDC), che asserisce non esista più legittimamente, in seguito alla sconfitta delle forze della RDC nella Guerra civile cinese. La RPC asserisce ancora che, in quanto tale, essa ha la sovranità su tutta la Cina, della quale afferma che l'isola di Taiwan faccia parte, anche se la RPC non ha mai avuto il controllo di Taiwan o di altri territori posseduti dalla RDC a partire dal 1949. La RDC contesta questa posizione, sostenendo che essa esiste ancora legittimamente e che la RPC non le è succeduta nella sovranità.

## Storia
Nel 1683, in seguito a uno scontro navale con l'ammiraglio Shi Lang, Zheng Keshuang, nipote di Koxinga (Cheng Ch'eng Kung) e sovrano di Taiwan si sottomise alla dinastia Qing (allora romanizzata come dinastia Ch'ing). La dinastia Qing governò poi Taiwan (comprese le Penghu) come una prefettura della Provincia del Fujian. Nel 1875, la Prefettura di Taipei fu separata dalla prefettura originaria. Nel 1885, Taiwan fu a sua volta trasformata in una provincia separata.
Nel 1895, Taiwan fu ceduta al Giappone in seguito alla Prima guerra sino-giapponese. Sotto il dominio giapponese, la provincia fu abolita a favore di suddivisioni di tipo giapponese. Dopo la resa del Giappone nel 1945, la Repubblica di Cina ottenne il controllo di Taiwan.
Il governo della RDC istituì immediatamente il governo provinciale di Taiwan sotto il primo direttore generale Chen Yi nel settembre 1945. Chen fu estremamente impopolare e il suo dominio condusse a una sollevazione, l'incidente del 28 febbraio. Chen fu richiamato nel maggio 1947 e il governo generale abolito.

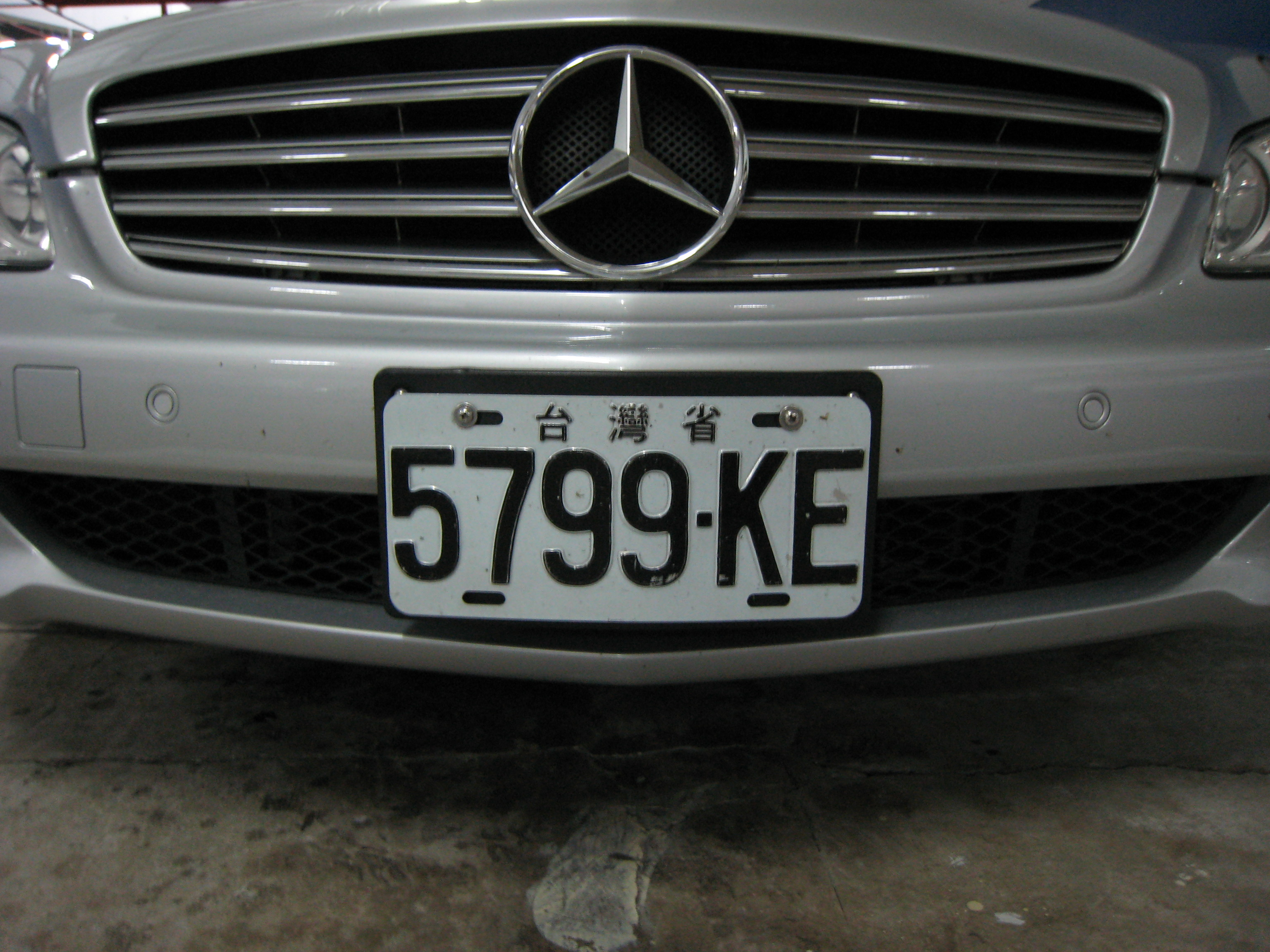
Anteriormente al 1º gennaio 2007, tutti i veicoli registrati nella Provincia di Taiwan portavano la scritta "Provincia di Taiwan" (台灣省) sulle loro targhe.

Quando il governo della Repubblica di Cina fu ricollocato a Taipei nel 1949 in conseguenza della sconfitta del Kuomintang (KMT) ad opera delle forze del Partito Comunista Cinese nella Guerra civile cinese, l'amministrazione provinciale rimase in carica in base all'affermazione che la RDC era ancora il governo di tutta la Cina anche se l'opposizione sosteneva che si sovrapponesse in maniera inefficiente al governo nazionale.

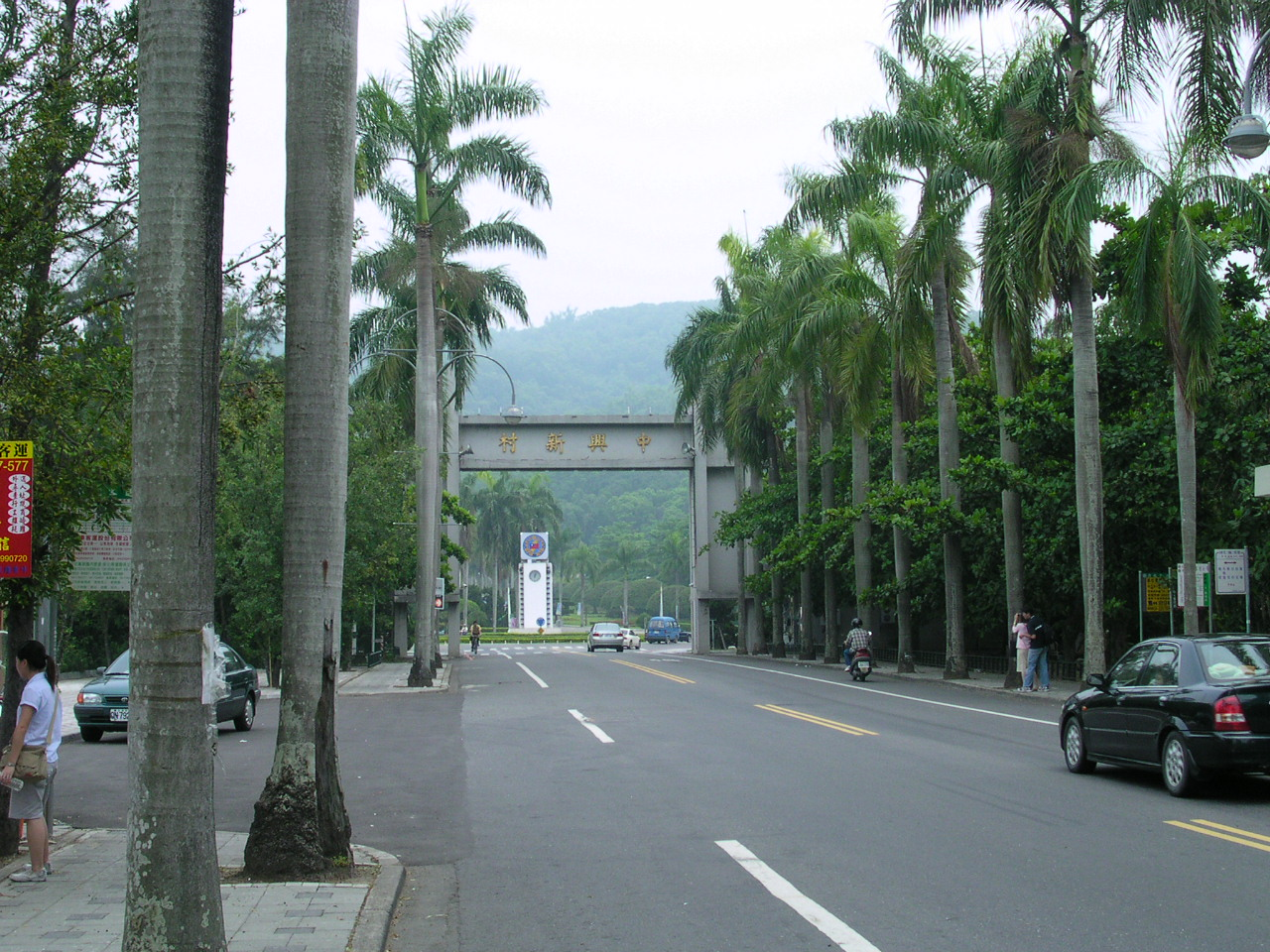
Il paifang all'ingresso del Villaggio di Jhongsing.

La sede del governo provinciale fu trasferita da Taipei al Villaggio di Chunghsing (Villaggio di Jhongsing) nel 1956. In 1967 e nel 1979 rispettivamente, le città di Taipei e di Kaohsiung furono separate dalla provincia e trasformate in municipalità controllate direttamente.
Fino al 1992, il governatore della Provincia di Taiwan era nominato dal governo centrale della RDC. L'ufficio era spesso un trampolino di lancio per carica più elevate.
Nel 1992, la posizione del governatore della provincia fu aperta alle elezioni. Il Partito Democratico Progressista (DPP) allora all'opposizione concordò di mantenere la provincia con un governatore eletto nella speranza di creare un "effetto El'cin" in cui un leader locale popolare potesse sbaragliare il governo nazionale. Queste speranze si dimostrarono infondate in quanto James Soong, allora del Kuomintang, fu eletto come governatore della Provincia di Taiwan per un ampio margine sconfiggendo il candidato del DPP Chen Ding-nan.
Nel 1997, in conseguenza di un accordo tra il KMT e il DPP, l'amministrazione della provincia fu razionalizzata con alcuni limitati cambiamenti costituzionali. Ad esempio, la carica di governatore provinciale e l'assemblea provinciale furono entrambe abolite e sostituite con un consiglio speciale di nove membri. Sebbene lo scopo affermato fosse l'efficienza amministrativa, Soong e i suoi sostenitori asseriscono che la mossa mirava in realtà a distruggere la base di potere di James Soong e ad eliminarlo dalla vita politica, benché tale effetto non sia avvenuto. Inoltre, l'organo legislativo fu abolito, mentre lo Yuan Legislativo fu allargato per includere alcuni degli ex legislatori provinciali.
L'amministrazione provinciale è stata fortemente razionalizzata nel 1998, lasciando le contee e le città provinciali come suddivisioni primarie della Provincia di Taiwan. Al contrario del passato quando il capo della Provincia di Taiwan era considerato un alto funzionario, il governatore del governo provinciale di Taiwan dopo il 1999 è stato considerato una posizione assai secondaria.

## Governo
A partire dalla razionalizzazione amministrativa del 1998, il governo provinciale di Taiwan è stato guidato da un consiglio provinciale di nove membri, con a capo il governatore provinciale. I membri del consiglio provinciale sono tutti nominati dal Presidente della Repubblica di Cina. Le principali competenze del governo provinciale, come la gestione delle autostrade provinciali e della Banca di Taiwan, sono state tutte trasferite allo Yuan Esecutivo.

## Suddivisioni
La Provincia di Taiwan è divisa in 11 contee (縣 xiàn) and 3 città provinciali (市 shì):
| N.                         | Romanizzazione             | cinese                     | Hanyu Pinyin               | Popolazione                | Area (km2)                 | Provincia/Città/Sede della contea | Provincia/Città/Sede della contea | Mappa                                                                                              |
| -------------------------- | -------------------------- | -------------------------- | -------------------------- | -------------------------- | -------------------------- | --------------------------------- | --------------------------------- | -------------------------------------------------------------------------------------------------- |
| Città provinciali (市 shì) | Città provinciali (市 shì) | Città provinciali (市 shì) | Città provinciali (市 shì) | Città provinciali (市 shì) | Città provinciali (市 shì) | Città provinciali (市 shì)        | Città provinciali (市 shì)        | } = Municipalità controllata direttamente (直轄市) = Città provinciale (省轄市 o 市) = Contea (縣) |
| 1                          | Città di Chiayi            | 嘉義市                     | Jiāyì Shì                  | 272.390                    | 60,0256                    | Distretto Orientale               | 東區                              | } = Municipalità controllata direttamente (直轄市) = Città provinciale (省轄市 o 市) = Contea (縣) |
| 2                          | Città di Hsinchu           | 新竹市                     | Xīnzhú Shì                 | 415.344                    | 104,1526                   | Distretto Settentrionale          | 北區                              | } = Municipalità controllata direttamente (直轄市) = Città provinciale (省轄市 o 市) = Contea (縣) |
| 3                          | Città di Keelung           | 基隆市                     | Jīlóng Shì                 | 384.134                    | 132,7589                   | Distretto di Zhongzheng           | 中正區                            | } = Municipalità controllata direttamente (直轄市) = Città provinciale (省轄市 o 市) = Contea (縣) |
| Contee (縣 xiàn)           |                            |                            |                            |                            |                            |                                   |                                   | } = Municipalità controllata direttamente (直轄市) = Città provinciale (省轄市 o 市) = Contea (縣) |
| 4                          | Contea di Changhua         | 彰化縣                     | Zhānghuà Xiàn              | 1.307.286                  | 1.074,3960                 | Città di Changua                  | 彰化市                            | } = Municipalità controllata direttamente (直轄市) = Città provinciale (省轄市 o 市) = Contea (縣) |
| 5                          | Contea di Chiayi           | 嘉義縣                     | Jiāyì Xiàn                 | 543.248                    | 1.903,6367                 | Città di Taibao                   | 太保市                            | } = Municipalità controllata direttamente (直轄市) = Città provinciale (省轄市 o 市) = Contea (縣) |
| 6                          | Contea di Hsinchu          | 新竹縣                     | Xīnzhú Xiàn                | 513.015                    | 1.427,5369                 | Città di Zhubei                   | 竹北市                            | } = Municipalità controllata direttamente (直轄市) = Città provinciale (省轄市 o 市) = Contea (縣) |
| 7                          | Contea di Hualien          | 花蓮縣                     | Huālián Xiàn               | 338.805                    | 4.628,5714                 | Città di Hualien                  | 花蓮市                            | } = Municipalità controllata direttamente (直轄市) = Città provinciale (省轄市 o 市) = Contea (縣) |
| 8                          | Contea di Miaoli           | 苗栗縣                     | Miáolì Xiàn                | 560.968                    | 1.820,3149                 | Città di Miaoli                   | 苗栗市                            | } = Municipalità controllata direttamente (直轄市) = Città provinciale (省轄市 o 市) = Contea (縣) |
| 9                          | Contea di Nantou           | 南投縣                     | Nántóu Xiàn                | 526.491                    | 4.106,4360                 | Città di Nantou                   | 南投市                            | } = Municipalità controllata direttamente (直轄市) = Città provinciale (省轄市 o 市) = Contea (縣) |
| 10                         | Contea di Penghu           | 澎湖縣                     | Pénghú Xiàn                | 96.918                     | 126,8641                   | Città di Magong                   | 馬公市                            | } = Municipalità controllata direttamente (直轄市) = Città provinciale (省轄市 o 市) = Contea (縣) |
| 11                         | Contea di Pingtung         | 屏東縣                     | Píngdōng Xiàn              | 873.509                    | 2.775,6003                 | Città di Pingtung                 | 屏東市                            | } = Municipalità controllata direttamente (直轄市) = Città provinciale (省轄市 o 市) = Contea (縣) |
| 12                         | Contea di Taitung          | 臺東縣，台東縣             | Táidōng Xiàn               | 230.673                    | 3.515,2526                 | Città di Taitung                  | 臺東市                            | } = Municipalità controllata direttamente (直轄市) = Città provinciale (省轄市 o 市) = Contea (縣) |
| 13                         | Contea di Yilan            | 宜蘭縣                     | Yílán Xiàn                 | 460.486                    | 2.143,6251                 | Città di Yilan                    | 宜蘭市                            | } = Municipalità controllata direttamente (直轄市) = Città provinciale (省轄市 o 市) = Contea (縣) |
| 14                         | Contea di Yunlin           | 雲林縣                     | Yúnlín Xiàn                | 717.653                    | 1.290,8326                 | Città di Douliu                   | 斗六市                            | } = Municipalità controllata direttamente (直轄市) = Città provinciale (省轄市 o 市) = Contea (縣) |

Nota: Le città di Kaohsiung, Nuova Taipei, Taichung, Tainan e Taipei sono amministrate direttamente dal governo centrale e fanno parte della Provincia di Taiwan. La RPC, che ovviamente non amministra la Provincia di Taiwan, non riconosce queste città come municipalità centrali e le elenca come municipalità provinciali.
Le Isole Senkaku, attualmente amministrate dal Giappone, sono disputate sia dalla RDC sia dalla RPC, che le rivendica come Isole Tiaoyutai/Diaoyutai. A sua volta, il governo della RDC le rivendica come parte del Comune di Toucheng, Contea di Yilan.

### Storia amministrativa
Come già accennato, nel corso della sua storia, la Repubblica di Cina ha modificato frequentemente il suo assetto amministrativo interno. Ecco le principali decisioni assunte in materia dallo Yuan Esecutivo a partire dal 1945:
- 25 dicembre 1945:
  - 8 contee: Taipei, Hsinchu, Taichung, Tainan, Kaohsiung, Hualien, Taitung e Penghu
  - 9 città provinciali: Taipei, Keelung, Hsinchu, Taichung, Changhua, Chiayi, Tainan, Kaohsiung e Pintung.
  - 2 città controllate dalle contee: Hualien and Yilan
- 16 agosto 1950:
  - 16 contee: tutte quelle esistenti
- 8 città provinciali: Chiayi ridotta a città controllata dalla contea
- 1º dicembre 1951: 5 città provinciali: Hsinchu, Changhua e Pintung ridotte a città controllate dalla contea
- 1º luglio 1967: Taipei divenne la prima municipalità taiwanese
- 11 novembre 1967: tutte le sedi di contea (originariamente città) elevate a città controllate dalla contea
- 1º luglio 1979: Kaohsiung divenne la seconda municipalità taiwanese
- 1º luglio 1982: 2 nuove città provinciali: Hsinchu e Chiayi (approvata il 23 aprile 1981)
- 25 dicembre 2010: la Contea di Taipei (ribattezzata Città di Nuova Taipei) fu innalzata al rango municipale insieme alla Città di Taichung (che si era fusa con la Contea di Taichung) e alla nuova Città di Tainan (che si era fusa con la Contea di Tainan); anche la Contea di Kaohsiung fu fusa con la Città di Kaohsiung, già elevata di rango.

## Responsabile della Provincia di Taiwan
In conseguenza dei mutamenti dell'assetto amministrativo della Provincia di Taiwan, anche la carica di responsabile della stessa è mutata negli anni, assumendo denominazioni diverse

### Direttore generale
La posizione di "Direttore Generale" (cinese tradizionale: 行政長官: Hanyu pinyin: xíngzhèng zhǎngguān; Tongyion pinyin: síngjhèng jhǎngguan) fu temporaneamente parte dello Yuan Esecutivo, venendo poi legalizzata nello "Statuto pubblico ufficiale amministrativo del Ministero delle Provincia di Taiwan" (臺灣省行政長官公署組織條例 Táiwān-shěng xíngzhèng zhǎngguān gōngshǔ zǔzhī tiáolì) del 20 settembre 1945.

### Governatore
Il titolo di "Governatore" della Provincia (cinese tradizionale:省長; Hanyu pinyin: shěngzhǎng; Tongyong pinyin: shěngjhǎng) fu usato legalmente per la prima volta nella "Legge di autogoverno per le Province e le Contee" (省縣自治法) del 29 luglio 1994.

### Presidente del Governo provinciale
A partire dalla razionalizzazione organizzativa del 1998, la Provincia di Taiwan è amministrata da un consiglio provinciale di nove membri, presieduto dal Governatore provinciale.

## Rivendicazioni della RPC
Com'è noto, la RPC afferma di essere succeduta alla RDC come sola autorità legittima in tutta quanta la Cina all'atto della sua fondazione nel 1949, e che perciò Taiwan fa parte del suo territorio. In questo quadro, la RPC rivendica il complesso dell'isola di Taiwan e delle isolette circostanti, comprese le Pescadores, come parti della sua Provincia di Taiwan.
Le frontiere e le suddivisioni ufficiali della Provincia di Taiwan della Repubblica Popolare rivendicate ufficialmente rispecchiano quelle della Provincia di Taiwan della RDC prima del 1949. La RPC infatti non ha ammesso alcun cambiamento fatto dalla RDC dopo il 1949. Così, l'elevazione di Taipei e Kaohsiung al rango di città di livello provinciale non è stata riconosciuta dalla RPC, ed entrambe le città appaiono come parte della Provincia di Taiwan nelle pubblicazioni emesse dalla RPC. Inoltre, la RPC considera ancora Taipei come la città capitale della Provincia di Taiwan, invece del Villaggio di Jhongsing che è la capitale della Provincia di Taiwan della RDC. Questo è analogo alla pratica precedente della RDC di produrre mappe che descrivevano i confini amministrativi del continente come erano nel 1949.
Come già accennato, sia la RPC che la RDC rivendicano le Isole Diaoyutai (Senkaku), amministrate dal Giappone, come parte delle rispettive Province di Taiwan.

### Rappresentanza
In coerenza con la rivendicazione dei territori della "vecchia" Provincia di Taiwan da parte della Repubblica Popolare Cinese, ancora oggi sono eletti tredici delegati nel Congresso nazionale del popolo per rappresentare la Provincia di Taiwan. Questi delegati hanno ascendenze hokkien e holo i cui antenati vissero in qualche periodo su Taiwan, e sono eletti da una circoscrizione elettorale che comprende persone di ascendenza taiwanese, ma non residenti attuali di Taiwan. Naturalmente, via via che i membri più anziani si ritirano o muoiono, i membri più nuovi tendono ad essere nati nella Cina continentale.